# Jan Franssen
Jan Franssen (Hilversum, 11 juni 1951) is een voormalig Nederlands bestuurder en politicus (VVD). Van 1 januari 2014 tot zijn pensionering op 1 juli 2021 was hij staatsraad bij de Raad van State.

## Leven en werk
Franssen is lid van de VVD. Hij begon zijn politieke loopbaan als adviseur van Hans Wiegel. Daarvoor was hij leraar geschiedenis. Voorts was hij gemeenteraadslid van Nederhorst den Berg, lid van de Provinciale Staten van Noord-Holland en lid van de Tweede Kamer (1982-1994). Van 1994 tot 2000 was Franssen burgemeester van Zwolle.
Van 2000 tot en met 2013 was hij commissaris van de Koningin resp. Koning in de provincie Zuid-Holland. Hij was tevens voorzitter van het Interprovinciaal Overleg (IPO), dat de belangen van de twaalf provincies behartigt.
In 2005 kwam Franssen in opspraak toen bleek dat hij als commissaris opdrachten in accountancy had verleend aan Deloitte, bij welke accountantsfirma hij zelf betaald adviseur is. Dat was echter geen beletsel voor zijn herbenoeming in 2006 als commissaris.
Jan Franssen was voorheen lid van de Protestantse Kerk in Nederland (PKN), maar trad op 11 april 2009 toe tot de Katholieke Kerk. Franssen ervoer naar eigen zeggen in de Katholieke Kerk warmte en openheid en staat achter de leer van de Kerk. Hij heeft een homoseksuele relatie, en deed in een interview in 2009 uit de doeken hoe hij als gelovige/katholiek zijn eigen homoseksualiteit had geaccepteerd. Hij werd zaterdag 30 oktober 2010 door de bisschop van 's Hertogenbosch, A. Hurkmans, benoemd tot ridder in de Orde van het Heilig Graf van Jeruzalem. Franssen is per 1 januari 2014 ontslag verleend als commissaris en is opgevolgd door Jaap Smit.

In het najaar van 2013 volgde zijn benoeming tot staatsraad. Hiertoe werd hij op 20 december beëdigd door de koning. Op 1 juli 2021 ging hij bij de raad met pensioen.

## Onderscheidingen
- Ridder in de Orde van het Heilig Graf (30 oktober 2010)

- International Standard Name Identifier: 0000 0003 9148 5818
- Nederlandse Thesaurus van Auteursnamen: 258103329
- Parlement.com: vg09llnmi0zg
- Virtual International Authority File: 285301576
- WorldCat: E39PBJr7RwM3bKm3r7PXXxpMfq

Leden:
Koning der Nederlanden · 
Th.C. de Graaf (vice-president) · 
R. Uylenburg (voorzitter ABRvS) · 
J.E.M. Polak · 
H.G. Sevenster ·  
L.F.M. Verhey ·  
B.P. Vermeulen 

Staatsraden: 
C.H.M. van Altena ·
T. Avedissian* ·
H.J.M. Baldinger · 
A.W.M. Bijloos · 
J.C. Boeree* ·
C.J. Borman ·
J.H. van Breda ·
B.J. Bruins ·
K.M. Buitenweg ·
W.D. Bult-Spiering ·  
E.J. Daalder ·
J.Th. Drop · 
V.V. Essenburg · 
B.J. van Ettekoven · 
M.W.C. Feteris* ·
J.J.W.P. van Gastel · 
F.H.G. de Grave · 
J.W. van de Gronden* ·
G. de Groot* ·
J.F. de Groot · 
J. Gundelach ·
G.J.J. Heerma van Voss ·
S.J.C. Hemels · 
M. den Heijer · 
J. Hoekstra · 
G.J.H. Houtzagers · 
G.T.J.M. Jurgens ·
M.M. Kaajan · 
P.H.A Knol · 
R.W.L. Koopmans* · 
A. Kuijer · 
C.C.W. Lange ·
B. Meijer ·
E.A. Minderhoud ·
A.J.C. de Moor-van Vugt ·
J.M.L. Niederer ·
A.G.A. Nijmeijer* ·
W. den Ouden · 
J.C.A. de Poorter · 
B.P.M. van Ravels · 
J. Schipper-Spanninga ·  
J.A.W. Scholten-Hinloopen ·
C.H. Sieburgh* ·
N.J. Schrijver ·
Th.G.M. Simons* · 
G. Snijders* ·
M. Soffers · 
G. Snijders* · 
E. Steendijk ·
A.L.J. van Strien* · 
R.J.M. van den Tweel ·
A. ten Veen · 
G.O. van Veldhuizen ·
H.C.P. Venema ·
D.A. Verburg ·
N. Verheij · 
M.B. Vos ·
P.J. Wattel* ·
R.J.G.M. Widdershoven* ·
J.M. Willems · 
C.M. Wissels · 
S.F.M. Wortmann · 
R. van Zwol 
(*staatsraad in buitengewone dienst)

Staatsraad van het Koninkrijk:
M.G.M. Schwengle (Aruba) · P.R.J. Comenencia (Curaçao) · M.C. van der Sluijs-Plantz (Sint Maarten)